# Campionato caraibico di calcio 1985
Il Campionato caraibico di calcio 1985 (CFU Championship 1985) fu la quinta edizione del Campionato caraibico di calcio (successivamente chiamata Coppa dei Caraibi), competizione calcistica per nazione organizzata dalla CFU. La competizione si svolse in Barbados dal 25 giugno al 30 giugno 1985 e vide la partecipazione di quattro squadre: Barbados, Guadalupa, Martinica e Suriname.
La CFU organizzò questa competizione come CFU Championship dal 1978 al 1988; dal 1989 al 1990 sotto il nome di Caribbean Championship; dall'edizione del 1991 a quella del 1998 cambiò nome e divenne Shell Caribbean Cup; le edizioni del 1999 e del 2001 si chiamarono Caribbean Nations Cup; mentre dal 2005 al 2014 la competizione si chiamò Digicel Caribbean Cup; nell'edizione del 2017 il suo nome è stato Scotibank Caribbean Cup.

## Formula
- Qualificazioni

Barbados (come paese ospitante) e Martinica (come detentore del titolo) sono qualificati automaticamente alla fase finale. Rimangono 10 squadre, divise in tre turni di qualificazione. Giocano partite di andata e ritorno, le prime due classificate si qualificano alla fase finale.
- Fase finale

Girone unico di 4 squadre, giocano partite di sola andata. La vincente si laurea campione CFU.

## Squadre partecipanti
| Pr. | Squadra   | Data di qualificazione certa | Partecipante in quanto                                                | Partecipazioni precedenti al torneo | Ultima presenza      |
| --- | --------- | ---------------------------- | --------------------------------------------------------------------- | ----------------------------------- | -------------------- |
| 1   | Barbados  | -                            | Rappresentativa della nazione organizzatrice della fase finale        | -                                   | Esordiente           |
| 2   | Martinica | 27 luglio 1983               | Rappresentativa della nazione detentrice del titolo                   | 1 (1983)                            | Guyana francese 1983 |
| 3   | Guadalupa | 27 aprile 1985               | 1º classificato del Secondo Turno della fase finale di qualificazione | 1 (1981)                            | Porto Rico 1981      |
| 4   | Suriname  | 5 maggio 1985                | 2º classificato del Secondo Turno della fase finale di qualificazione | 2 (1978, 1979)                      | Suriname 1979        |

Nella sezione "partecipazioni precedenti al torneo", le date in grassetto indicano che la nazione ha vinto quella edizione del torneo, mentre le date in corsivo indicano la nazione ospitante.

## Fase finale

### Girone unico
| 25 giugno 1985                                                 | Martinica | 2 – 1           | Guadalupa |  |
| \| \| \| \| \| Hubert Cesar \| Marcatori \| 60’ (rig.) Jean \| |           |                 |           |  |
|                                                                |           |                 |           |  |
| Hubert Cesar                                                   | Marcatori | 60’ (rig.) Jean |           |  |

| 25 giugno 1985 | Barbados | 0 – 0 | Suriname |  |

| 27 giugno 1985                                | Martinica | 2 – 0 | Suriname |  |
| \| \| \| \| \| Cesar Toris \| Marcatori \| \| |           |       |          |  |
|                                               |           |       |          |  |
| Cesar Toris                                   | Marcatori |       |          |  |

| 27 giugno 1985                                        | Barbados  | 1 – 1       | Guadalupa |  |
| \| \| \| \| \| Alleyne \| Marcatori \| 26’ Elizier \| |           |             |           |  |
|                                                       |           |             |           |  |
| Alleyne                                               | Marcatori | 26’ Elizier |           |  |

| 30 giugno 1985                                                | Suriname  | 2 – 2   | Guadalupa |  |
| \| \| \| \| \| Klinker Doest rig.’ \| Marcatori \| Angloma \| |           |         |           |  |
|                                                               |           |         |           |  |
| Klinker Doest rig.’                                           | Marcatori | Angloma |           |  |

| 30 giugno 1985                                        | Barbados  | 1 – 1     | Martinica |  |
| \| \| \| \| \| Chase 47’ \| Marcatori \| 40’ Cesar \| |           |           |           |  |
|                                                       |           |           |           |  |
| Chase 47’                                             | Marcatori | 40’ Cesar |           |  |

| Pos | Squadra   | P.ti | G | V | N | P | GF | GS | DR |
| --- | --------- | ---- | - | - | - | - | -- | -- | -- |
| 1   | Martinica | 5    | 3 | 2 | 1 | 0 | 5  | 2  | +3 |
| 2   | Barbados  | 3    | 3 | 0 | 3 | 0 | 2  | 2  | 0  |
| 3   | Guadalupa | 2    | 3 | 0 | 2 | 1 | 4  | 5  | -1 |
| 4   | Suriname  | 2    | 3 | 0 | 2 | 1 | 2  | 4  | -2 |